# Afzelia bipindensis
Afzelia bipindensis ist eine Pflanzenart aus der Gattung Afzelia in der Unterfamilie Johannisbrotgewächse (Caesalpinioideae) innerhalb der Familie der Hülsenfrüchtler (Fabaceae). Sie stammt aus dem tropischen Afrika.

## Handel und Gefährdung
Ein Synonym ist Afzelia bella und sie wird auf dem internationalen Markt vornehmlich unter dem Namen „Doussié“, aber auch unter anderem als Apa oder Lingue, gehandelt. Mit dem Handelsnamen Afzelia (Doussié) werden die Hölzer aller in Afrika vorkommenden botanischen Arten der Gattung Afzelia zusammengefasst.
Das Holz ist durch die sehr guten mechanischen und physikalischen Eigenschaften ein attraktives Importholz mit einer großen Wertschöpfung. Dies führte zu einer starken Abholzung und Nutzung, wodurch diese Art auf der Roten Liste der IUCN in der Kategorie VU (vulnerable), also als gefährdet, gelistet ist.

## Beschreibung

### Erscheinungsbild und Blatt
Afzelia bipindensis wächst als halbimmergrüner, großer Baum, der Wuchshöhen von bis zu 40 Meter erreicht. Der bei Brusthöhendurchmessern von bis über 1,4 Meter zylindrische Stamm kann bis zu Höhen von 25 Meter astfrei sein. Diese Werte sind jedoch stark vom Standort abhängig. Es können vereinzelt Brettwurzeln bis zu einer Höhe von 1,5 Metern auftreten oder der Stamm ist geriffelt. Die Borke ist gelb- bis rotbraun.
Die wechselständigen und gestielten Laubblätter sind paarig gefiedert. Es sind 8–16 kurz gestielte, eiförmige oder elliptische bis längliche Blättchen vorhanden. Sie sind ganzrandig, kahl und etwa bis 10–18 Zentimeter lang und bis 4–6 Zentimeter breit. Die Blättchenstiele sind manchmal verdreht und die Spitze ist abgerundet bis kurz bespitzt, selten geschwänzt. Die verwachsenen Nebenblätter sind im unteren Teil beständig, der obere Teil ist abfallend.

### Blütenstand und Blüte
Die end- oder seitenständigen, bis zu 18 Zentimeter langen rispigen Blütenstände sind kurz behaart. Der Blütenstiel ist 0,5 bis 1 Zentimeter lang. Die kleinen, abfallenden Deckblätter sind 0,5 bis 1 Zentimeter lang sowie etwa 0,5 Zentimeter breit. Die zwittrigen Blüten mit doppelter Blütenhülle sind zygomorph und verströmen einen süßlichen Geruch und unterscheiden sich in ihrer Form und Aufbau nur kaum von den übrigen Arten der Gattung Afzelia. Es ist ein 2–4 Zentimeter langer und trichterförmiger, einseitig verdickter Blütenbecher vorhanden. Es sind vier ungleiche, grüne und außen haarige Kelchblätter und nur ein großes, genageltes Kronblatt vorhanden. Das Kronblatt hat einen langen, rinnig eingefalteten Nagel und eine zweilappige, am Rand rüschige Platte. Die Platte ist weiß bis rosa und weist eine rötlich-purpurne Färbung in der Mitte auf. Es sind sieben, sehr lange und fertilen Staubblätter und zwei kurze Staminodien vorhanden. Der oberständige, am Rand des Blütenbechers stehende, kurz gestielte und längliche, etwas haarige Fruchtknoten hat einen langen Griffel mit kleiner, kopfiger Narbe.

### Frucht und Samen
Die bei Reife dunkelbraunen bis schwarzen, verholzten, flachen und etwas nierenförmigen Hülsenfrüchte weisen eine Länge von bis zu 11–19 Zentimetern sowie eine Breite von bis zu 6–8 Zentimetern auf und enthalten bis zu 15 Samen. Die 2,5–4 Zentimeter langen, schwarzen und eiförmigen Samen haben einen zweilappigen, becherförmigen und orange-rötlichen Arillus.

## Vorkommen
Das Herkunftsgebiet erstreckt sich von Zentralafrika, wie Angola, Uganda und Kongo, bis nach Westafrika, zum Beispiel Nigeria und Ghana. Das meiste Doussie wird dabei aus Kamerun exportiert. So wurden 2008 6100 m³ Doussié aus Kamerun verkauft.
Afzelia bipindensis wächst bis zu einer Höhenlage von 900 m sowohl in Primär- als auch Sekundärwaldern.

## Holzbeschreibung

### Makroskopisch
Der Splint des Holzes weist eine gelblichgraue Farbe auf und ist, abhängig von dem Alter, zwischen drei und zehn Zentimetern breit. Der Kern wiederum zeigt im frischen Zustand eine rotbraune bis hellbraune Färbung und setzt sich somit stark vom Splintbereich ab. Mit der Zeit dunkelt das Kernholz zu einem kupferbraunen bis dunkelrotbraunen Farbton nach. Durch natürliche, wachsartige Inhaltsstoffe kann es vorkommen, dass kleine Bereiche nicht oder nicht so stark nachdunkeln, wodurch ein fleckiges Erscheinungsbild entsteht und so die optische Qualität nachlässt. Ansonsten ist das Holz als dekorativ zu bezeichnen.
Der Verlauf der Holzfasern zeigt einen ausgeprägten Wechseldrehwuchs.
Die Zuwachszonen sind im Holzbild teilweise deutlich sichtbar oder nur durch ein feines marginales Axialparenchym, welches als Speichergewebe dient, voneinander getrennt. Die großen Gefäße befinden sich zerstreutporig, in kurzen Reihen ungeordnet im Holz. Die Gefäße sind von einem aliformen, also rautenförmigen, Axialparenchym umgeben, welches auf den Längsflächen des Holzes gut sichtbar ist.

### Mikroskopisch
Die Holzstrahlen sind sehr schmal und häufig unter 1 mm hoch und dadurch auf den drei Schnittflächen eher unscheinbar.

Afzelia bipindensis – Mikroskopische Aufnahmen
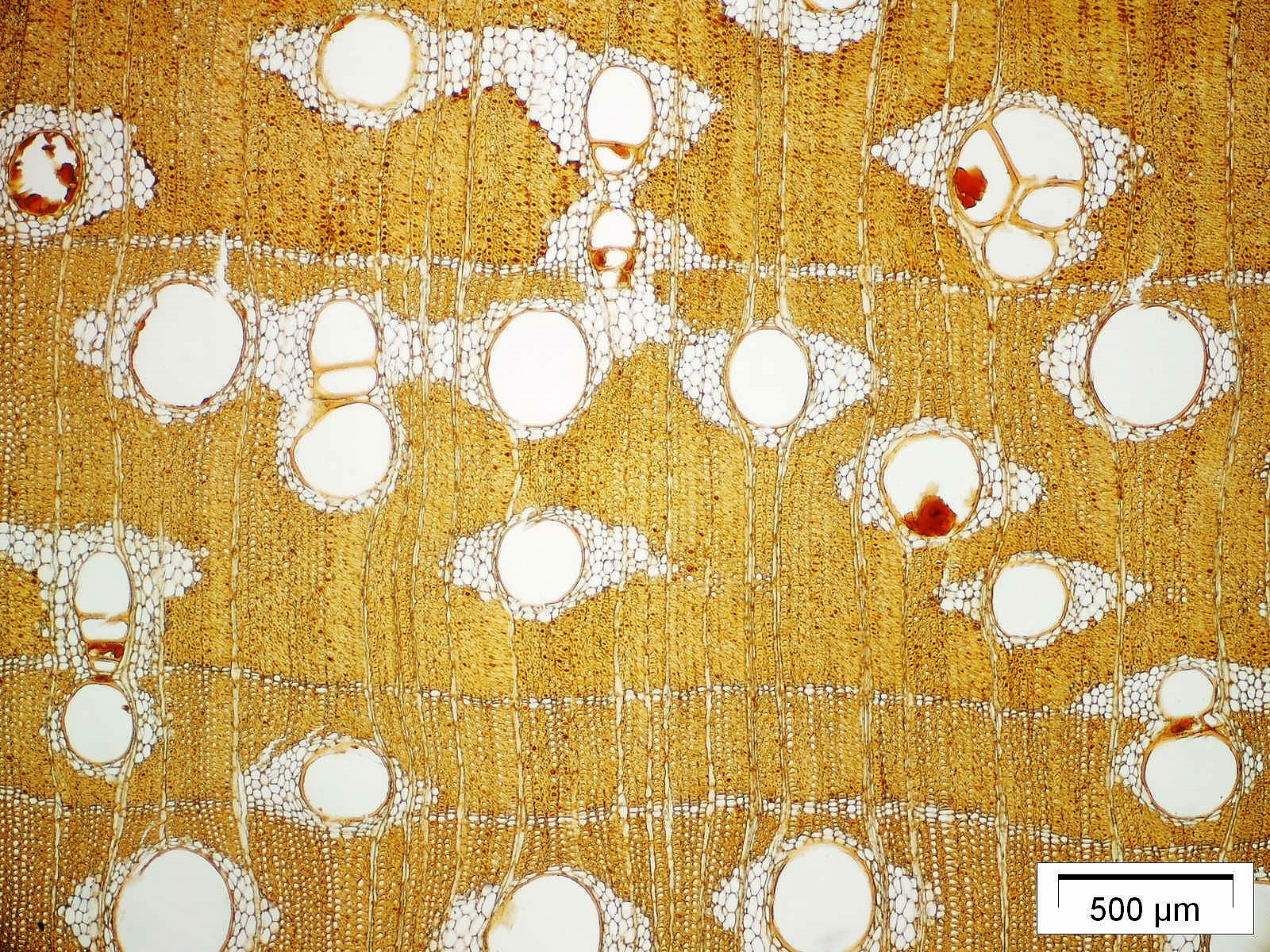
Querschnitt
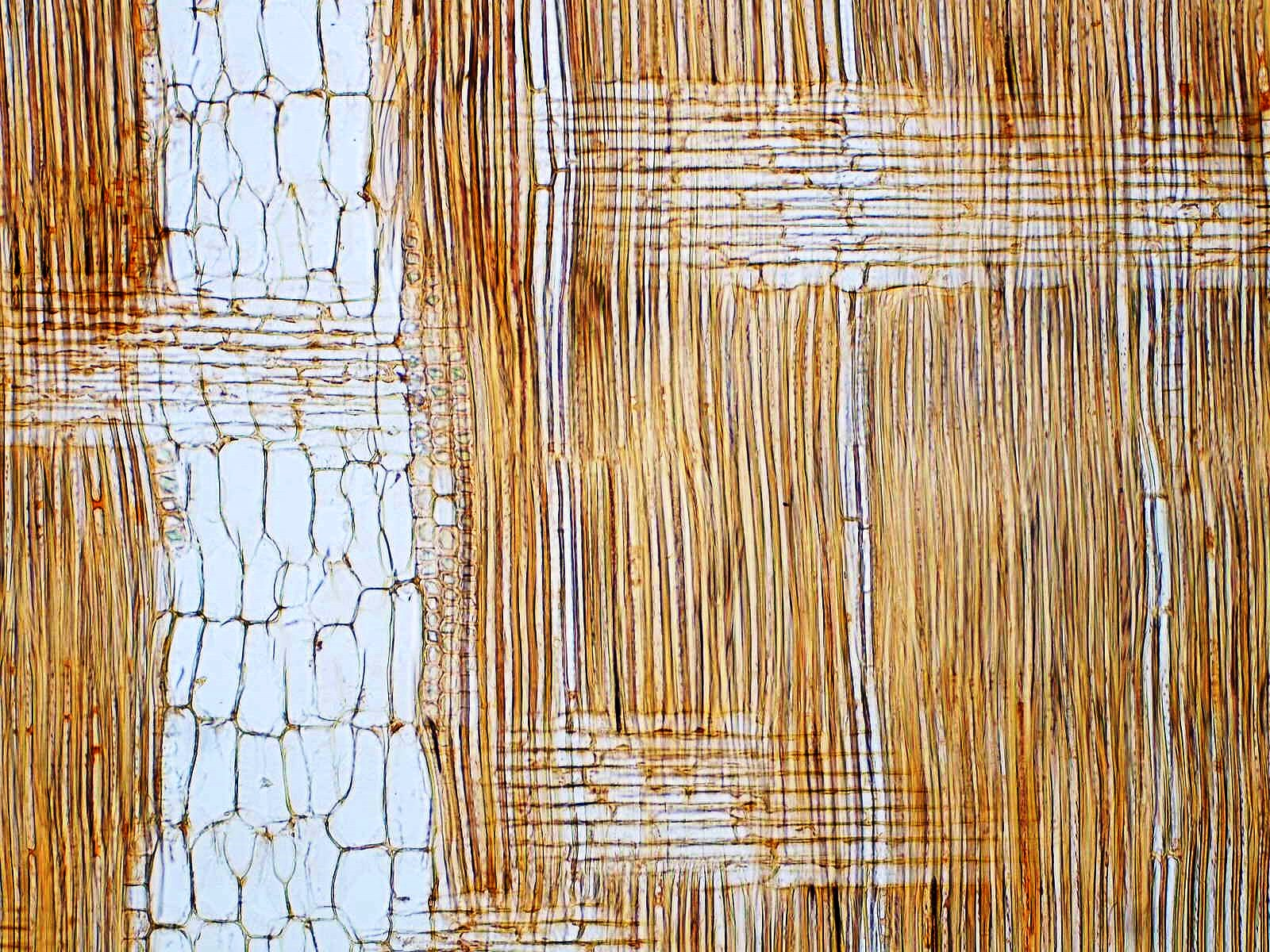
Radialschnitt
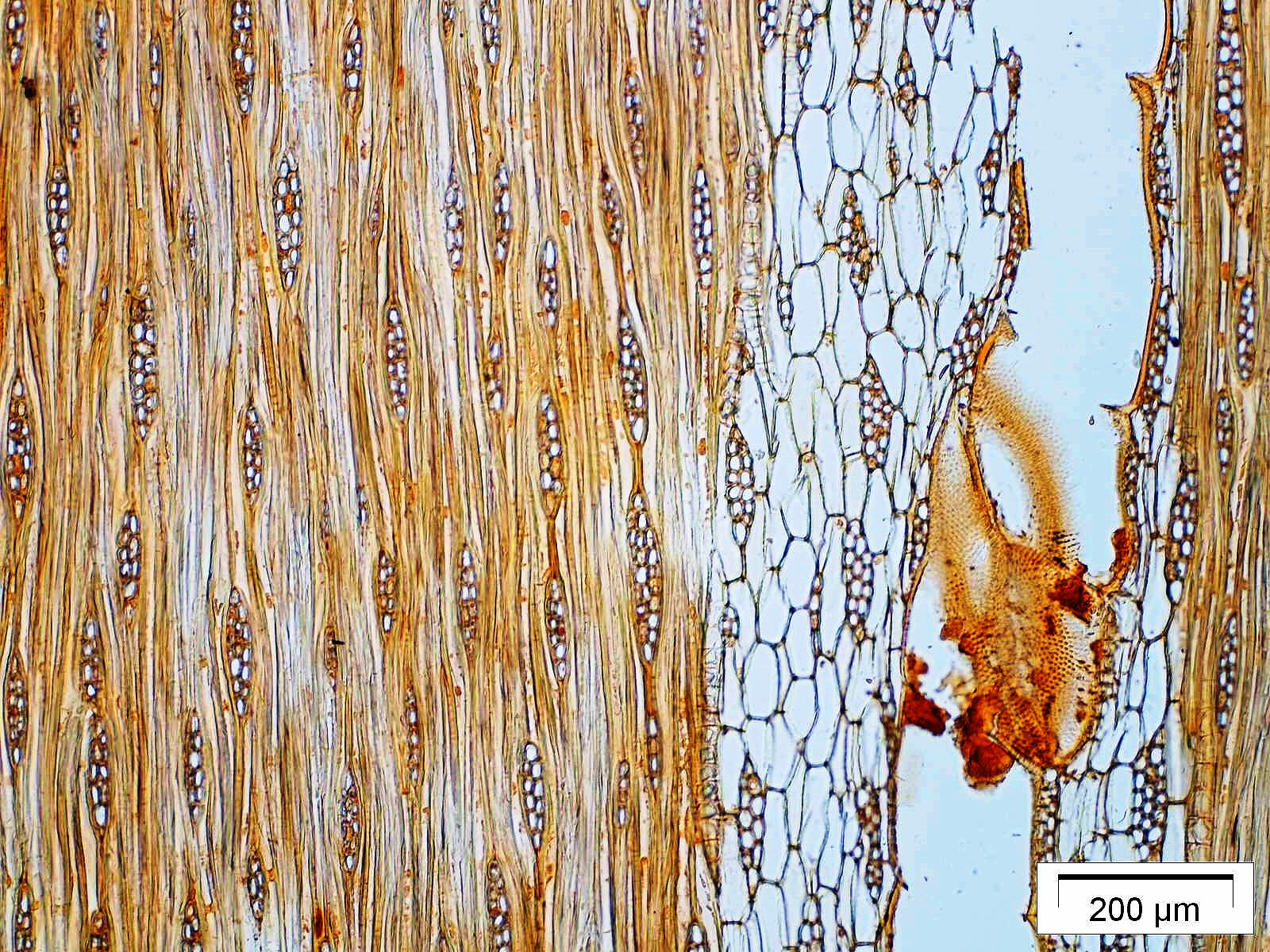
Tangentialschnitt

## Nutzung
Die Art Afzelia bipindensis hat nach der DIN EN 350-2 die Dauerhaftigkeitsklasse 1 und gilt somit als sehr dauerhaft. Außerdem zeigt sie eine hohe Resistenz gegenüber holzzerstörenden Pilzen und Insekten, wodurch keine Schutzmaßnahmen gegen diese vorgenommen werden müssen. Diese ist auf in Poren eingelagerte Derivate und Kaempferol zurückzuführen, welche eine antibakterielle und fungizide Wirkung zeigen. So sind Porenrillen vereinzelt mit einem weiß- bis gelblichen Inhalt auf den Längsflächen des Holzes sichtbar.

### Bearbeitung
Auf Grund der großen Härte sind für die Bearbeitung des Holzes hartmetallbestückte Werkzeuge zu verwenden, um höhere Standzeiten zu erreichen. Auch ist für die Nutzung von Schrauben und Nägeln eine Vorbohrung nötig. Der bei der Bearbeitung entstehende Staub kann zu Haut- und Atemwegsreizungen führen. Daher ist eine Absauganlage und die Verwendung von Atemschutzmasken empfehlenswert.
Die Oberflächenbehandlung des Holzes dient lediglich der Farberhaltung und der Feuchteabweisung, wobei bei einer Deckschicht der Anstrich bis zu drei Mal aufgetragen werden muss. Durch die Struktur des Holzes ist es nur schwer zu tränken oder zu beizen. Die Verklebbarkeit ist hier als gut bis mittel einzustufen. Die optimale Holzfeuchte zum Verkleben und Bestreichen liegt bei u = 14 %.

### Trocknung
Der Trocknungsprozess verläuft nur langsam und sollte daher schonend vollzogen werden. So führt die Trocknung zu keinen Trocknungsschäden beziehungsweise Rissbildungen. Dies gilt besonders für Hölzer mit einem unregelmäßigen Faserverlauf. Während der Trocknung bleibt das Holz sehr formstabil.

### Verwendung
Die hohe Dauerhaftigkeit macht Doussie besonders für die Verwendung im Außenbereich mit oder ohne Erdkontakt geeignet. Als Beispiele sind hier Fenster, Türen, Gartenmöbel und Wintergärten zu nennen. Durch die guten mechanischen und physikalischen Eigenschaften wird das Holz auch als Konstruktionsholz oder im Innenausbau, insbesondere dort, wo hohe Reibungskräfte auftreten, verwendet. So eignet es sich gut für Parkettfußböden, Treppen und auch Rennradbahnen. Es ist sogar die Verwendung für Behältern von chemischen Stoffen möglich.
Im feuchten Zustand besteht jedoch die Gefahr einer Abfärbung auf zum Beispiel Textilien.

## Physikalische Eigenschaften
Die folgenden Werte sind aus der DIN-Norm 68364 entnommen:
| Rohdichte, ρ                                                 | 0,8   | g/cm³ |
| Elastizitätsmodul, E lufttrocken, parallel zur Faserrichtung | 13500 | N/mm² |
| Biegefestigkeit, lufttrocken                                 | 115   | N/mm² |
| Druckfestigkeit, lufttrocken                                 | 70    | N/mm² |
| Zugfestigkeit, lufttrocken                                   | 120   | N/mm² |
| Scherfestigkeit, lufttrocken                                 | 12,5  | N/mm² |

## Austauschhölzer
Als mögliche Ersatzhölzer, die der Farbe und den Eigenschaften ähnlich sind, sind die übrigen Arten der Gattung Afzelia zu nennen, da diese weitestgehend einen fast identischen Aufbau zeigen. Weitere Austauschhölzer sind zum Beispiel Jatoba, Merbau oder Iroko.